# 竹葉山真邦
竹葉山 真邦（ちくばやま まさくに、1957年8月21日 - ）は、福岡県浮羽郡浮羽町（現：同県うきは市、出生地は同県八幡市）出身で、宮城野部屋に所属した元大相撲力士。本名は田崎 誠（たざき まこと）。現役時代の体格は176cm、121kg。得意手は突き、押し。最高位は東前頭13枚目（1986年9月場所）。
現役引退後は、1989年6月から2004年8月までと、2010年12月から2022年7月までの2度にわたり宮城野部屋の師匠となり、横綱白鵬らを育成した。

## 来歴・人物
幼い頃から相撲を始め、北九州市立黒崎中学校では相撲部がなかったため、野球部に所属した。

### 現役力士時代
中学2年時に父親の知人から勧誘され、中学卒業と同時に宮城野部屋へ入門し、1973年3月場所にて初土俵を踏んだ。初土俵の同期には、後の関脇・高望山らがいる。
当初の四股名は、本名でもある「田崎」だったが、1974年3月場所前に「筑葉山」と改名。これは、故郷・福岡県の旧称のひとつである「筑後」と、師匠の現役名・吉葉山に因んでいる。
小兵ではあったが、立合いから強く当たって押し出す相撲を得意として着実に番付を上げ、1978年11月場所にて21歳で十両へ昇進した。
しかし、四つになると力が発揮できないという弱点から、同場所では6勝9敗と負け越して1場所で幕下へ陥落。その後、1983年1月場所で再十両昇進を果たすまで、4年以上幕下に低迷した。
その間、四股名を「筑葉山」から「竹葉山」に変えたが、これは当時の師匠であった9代宮城野（元小結・廣川）の助言による。
稽古熱心で、連日同じ立浪・伊勢ヶ濱連合の友綱部屋に通い詰め、幕内の魁輝との激しい稽古により力を付けた。1984年1月場所での3回目の十両昇進からは十両に定着し、1986年5月場所では自身初となる各段（十両）優勝を遂げ、同年9月場所で漸く入幕を実現した。初土俵から所要81場所での新入幕は歴代10位タイ、新十両昇進から所要47場所での新入幕は歴代1位のスロー記録となった。
その9月場所では6勝9敗と負け越し、十両へ陥落した翌11月場所では10勝5敗の優勝同点となる好成績を挙げて、翌1987年1月場所で再び入幕した。だが、同場所でも5勝10敗と大きく負け越して、幕内在位は結局2場所のみに終わった。
以降も調子が上がらず、1988年5月場所では幕下へ陥落した。以後、2度と関取の地位には復帰できなかった。

### 現役引退・年寄襲名後
1989年1月場所12日目に現役引退を表明し、年寄・中川を襲名して、宮城野部屋の部屋付き親方に就任。なお、同場所直前に元号が昭和から平成に改元された為、竹葉山が平成初の引退・年寄襲名者となった。
しかし、同年6月に師匠である9代宮城野親方が急逝したため、急遽10代宮城野を襲名して宮城野部屋を継承した。以降、師匠として横綱・白鵬や前頭・光法などといった関取を育てた。
2004年7月に北の湖部屋の十両・金親が9代宮城野親方の娘と結婚して娘婿となって、引退し、11代宮城野を襲名して宮城野部屋を継承することとなった。これにより、元・竹葉山の年寄名跡は暫定的な取得であったことが判明し、10代宮城野は同年9月場所前までに年寄・熊ヶ谷を工面して15代熊ヶ谷を襲名して宮城野部屋の部屋付き親方となった。弟子の光法が引退した際には、部屋付きの親方でありながら断髪式で止め鋏を入れている。
白鵬を育成するために大変な労力を注ぎ込んだと伝わり、白鵬の取的時代当時部屋の経営に余裕がなかったにもかかわらず白鵬の口に合う鹿や羊の肉をわざわざ予算を割いて調達したという。また、白鵬の大関昇進直後にある酒造メーカーから祝儀代わりのCM出演依頼が舞い込んだが、白鵬が昇進伝達式で述べた「大関の地位を汚さぬように、全身全霊をかけて努力します」を指して「全身全霊、と言った舌の根も乾かないうちに、酒のコマーシャルをやるワケにはいかんだろう」とこの話は断った。
2007年5月場所後に白鵬が横綱昇進した際の横綱審議委員会において、当時の日本相撲協会理事長だった北の湖親方は委員である内館牧子から「白鵬の師匠は誰ですか?」の質問に対して、「今まで熊ヶ谷が（白鵬の指導を）やってきたのだから、今後も熊ヶ谷が指導すべき」と答え、15代熊ヶ谷が白鵬の事実上の師匠であることを正式に明らかにした。しかし、白鵬の大関・横綱昇進伝達式の両方に同席することは許されず、陰で見守るしかなかった。
横綱・大関の師匠で理事長・勝負審判でない者はNHKの大相撲中継で解説を務める例が多いが、宮城野部屋では11代宮城野に幕内経験がないこともあって、15代熊ヶ谷が向正面解説を務めていた（その際には、「白鵬の育ての親の熊ヶ谷親方」と紹介されていた）。
2007年5月に「11代宮城野が知人の女性に対して『（白鵬が初の綱獲りに挑戦した）2006年7月場所で横綱・朝青龍ら4人に計900万円を支払って白鵬に勝たせるよう依頼した』と語った」という内容の記事を講談社『週刊現代』が掲載した問題で、名誉棄損として日本相撲協会が『週刊現代』を訴えた裁判自体は日本相撲協会側が勝訴したものの、日本相撲協会は11代宮城野の言動が協会の品位を傷つけたものであるとして、2010年12月24日の理事会において11代宮城野に対して15代熊ヶ谷と年寄名跡を交換することによって部屋の師匠の座を交代することを勧告した。その後、同年12月27日に11代宮城野が勧告を受け入れたことにより、15代熊ヶ谷は11代宮城野と年寄名跡を交換する形で12代宮城野として再び宮城野部屋の師匠に就任し、11代宮城野は16代熊ヶ谷を襲名して宮城野部屋の部屋付き親方となった。
2012年2月1日に行われた日本相撲協会役員改選に伴う新たなる人事で、審判部副部長に昇格した18代朝日山（元大関・大受）に代わって新たに審判委員として選任され、2013年2月4日に行われた職務分掌で審判部を離れるまで勝負審判を務めた。2014年9月場所では同じ伊勢ヶ濱一門の勝負審判であった11代追手風（元前頭2・大翔山）が体調不良で休場したため、5日目から審判経験のある12代宮城野が代役を務めた。
なお、10代宮城野襲名時には9代宮城野の年寄名「宮城野 泰孝（-やすたか）」を、そのまま継承していた。12代宮城野再襲名以降は、下の名を15代熊ヶ谷時代と同じものとして「宮城野 誠志（-せいじ）」と名乗った。

### 停年後
2022年7月28日、自身の日本相撲協会停年（定年）退職を翌月に控えて、自身と宮城野部屋付きの21代間垣（元横綱・白鵬）が名跡を交換することと、21代間垣改め13代宮城野が宮城野部屋を継承することが日本相撲協会に承認された（同日付）。これに伴い、22代間垣を襲名した自身は宮城野部屋師匠の座から降りて部屋付きの親方となった。停年退職後も再雇用制度を利用し、引き続き宮城野部屋付き年寄として活動したが、任期を4年以上残して2023年6月1日付で日本相撲協会を退職した。年寄名跡「間垣」は、かつての弟子だった石浦に譲った。

## 主な成績・記録
- 通算成績：442勝402敗21休 勝率.524
- 幕内成績：11勝19敗 勝率.367
- 現役在位：96場所
- 幕内在位：2場所
- 各段優勝
  - 十両優勝：1回（1986年5月場所）

### 場所別成績
| | 一月場所 初場所（東京） | 三月場所 春場所（大阪） | 五月場所 夏場所（東京） | 七月場所 名古屋場所（愛知） | 九月場所 秋場所（東京） | 十一月場所 九州場所（福岡） |
| --- | ----------------------- | ----------------------- | ----------------------- | --------------------------- | ----------------------- | --------------------------- |
| 1973年 （昭和48年） | x                       | （前相撲）              | 西序ノ口6枚目 5–2       | 西序二段54枚目 5–2          | 西序二段9枚目 3–4       | 西序二段25枚目 3–4          |
| 1974年 （昭和49年） | 東序二段36枚目 6–1      | 東三段目76枚目 5–2      | 東三段目19枚目 3–4      | 西三段目58枚目 3–4          | 東三段目69枚目 5–2      | 西三段目36枚目 3–4          |
| 1975年 （昭和50年） | 東三段目46枚目 3–4      | 東三段目55枚目 1–6      | 東序二段5枚目 4–3       | 東三段目68枚目 3–4          | 西序二段筆頭 4–3        | 西三段目62枚目 3–4          |
| 1976年 （昭和51年） | 西序二段筆頭 4–3        | 西三段目64枚目 4–3      | 西三段目47枚目 6–1      | 西三段目7枚目 2–5           | 東三段目31枚目 4–3      | 西三段目18枚目 6–1          |
| 1977年 （昭和52年） | 西幕下41枚目 2–5        | 西三段目3枚目 4–3       | 東幕下52枚目 4–3        | 東幕下40枚目 3–4            | 東幕下47枚目 5–2        | 西幕下30枚目 4–3            |
| 1978年 （昭和53年） | 西幕下25枚目 3–4        | 東幕下32枚目 4–3        | 西幕下24枚目 5–2        | 西幕下12枚目 6–1            | 西幕下2枚目 4–3         | 東十両13枚目 6–9            |
| 1979年 （昭和54年） | 東幕下4枚目 3–4         | 東幕下10枚目 4–3        | 東幕下6枚目 3–4         | 東幕下12枚目 1–6            | 東幕下38枚目 5–2        | 東幕下23枚目 5–2            |
| 1980年 （昭和55年） | 東幕下12枚目 4–3        | 西幕下9枚目 2–5         | 西幕下24枚目 4–3        | 西幕下16枚目 3–4            | 西幕下25枚目 3–4        | 西幕下37枚目 6–1            |
| 1981年 （昭和56年） | 西幕下14枚目 4–3        | 西幕下10枚目 3–4        | 西幕下17枚目 4–3        | 西幕下9枚目 4–3             | 西幕下7枚目 3–4         | 西幕下11枚目 5–2            |
| 1982年 （昭和57年） | 西幕下4枚目 2–5         | 西幕下17枚目 3–4        | 東幕下28枚目 6–1        | 西幕下8枚目 4–3             | 東幕下6枚目 4–3         | 東幕下4枚目 4–3             |
| 1983年 （昭和58年） | 西十両13枚目 7–8        | 西幕下3枚目 1–6         | 西幕下26枚目 2–5        | 西幕下41枚目 5–2            | 西幕下23枚目 5–2        | 西幕下10枚目 5–2            |
| 1984年 （昭和59年） | 西幕下2枚目 4–3         | 東十両13枚目 8–7        | 西十両9枚目 9–6         | 東十両4枚目 8–7             | 東十両2枚目 7–8         | 東十両4枚目 5–10            |
| 1985年 （昭和60年） | 東十両9枚目 4–5–6       | 東幕下2枚目 休場 0–0–7  | 東幕下2枚目 5–2         | 西十両10枚目 8–7            | 西十両9枚目 8–7         | 東十両8枚目 9–6             |
| 1986年 （昭和61年） | 東十両3枚目 4–4–7       | 東十両12枚目 9–6        | 西十両8枚目 優勝 11–4   | 東十両筆頭 8–7              | 東前頭13枚目 6–9        | 西十両4枚目 10–5            |
| 1987年 （昭和62年） | 東前頭14枚目 5–10       | 西十両4枚目 8–7         | 東十両4枚目 8–7         | 東十両2枚目 7–8             | 西十両4枚目 7–8         | 西十両5枚目 6–9             |
| 1988年 （昭和63年） | 西十両10枚目 7–8        | 東十両12枚目 6–9        | 西幕下2枚目 4–3         | 東幕下筆頭 3–4              | 東幕下6枚目 2–5         | 東幕下22枚目 5–2            |
| 1989年 （平成元年） | 東幕下10枚目 引退 2–4–1 | x                       | x                       | x                           | x                       | x                           |
| 各欄の数字は、「勝ち-負け-休場」を示す。 優勝 引退 休場 十両 幕下 三賞：敢=敢闘賞、殊=殊勲賞、技=技能賞 その他：★=金星 番付階級：幕内 - 十両 - 幕下 - 三段目 - 序二段 - 序ノ口 幕内序列：横綱 - 大関 - 関脇 - 小結 - 前頭（「#数字」は各位内の序列） |                         |                         |                         |                             |                         |                             |

## 幕内対戦成績
| 力士名 | 勝数 | 負数 | 力士名   | 勝数 | 負数 | 力士名   | 勝数 | 負数 | 力士名 | 勝数 | 負数 |
| ------ | ---- | ---- | -------- | ---- | ---- | -------- | ---- | ---- | ------ | ---- | ---- |
| 巨砲   | 0    | 1    | 魁輝     | 1    | 0    | 麒麟児   | 1    | 0    | 蔵間   | 0    | 1    |
| 高望山 | 1    | 0    | 佐田の海 | 1    | 1    | 薩洲洋   | 0    | 1    | 太寿山 | 0    | 1    |
| 大徹   | 0    | 1    | 多賀竜   | 1    | 0    | 玉龍     | 0    | 1    | 寺尾   | 0    | 1    |
| 闘竜   | 1    | 0    | 栃剣     | 2    | 0    | 栃乃和歌 | 0    | 1    | 富士光 | 1    | 0    |
| 前乃臻 | 0    | 1    |          |      |      |          |      |      |        |      |      |

## 改名歴
- 田崎 誠（たざき まこと）1973年5月場所-1974年1月場所
- 筑葉山 誠（ちくばやま -）1974年3月場所-1979年9月場所
- 竹葉山 誠（ちくばやま -）1979年11月場所-1981年1月場所
- 竹葉山 真邦（- まさくに）1981年3月場所-1989年1月場所

## 年寄変遷
- 中川 清勝（なかがわ きよまさ）1989年1月20日-1989年6月20日
- 宮城野 泰孝（みやぎの やすたか）1989年6月20日-2004年8月26日
- 熊ヶ谷 誠志（くまがたに せいじ）2004年8月26日-2010年12月27日
- 宮城野 誠志（みやぎの -）2010年12月27日-2022年7月28日
- 間垣 誠志（まがき -）2022年7月28日-2023年6月1日

## 著書
- 『白鵬 「山」を越える男』（主婦と生活社、2010年） ※熊ヶ谷誠志 名義